# Wadhwan
Wadhwan är en stad i delstaten Gujarat i Indien, och tillhör distriktet Surendranagar. Wadhwan ligger strax sydost om den större staden Surendranagar Dudhrej, och dessa två städer bildar ett sammanhängande storstadsområde som hade 253 606 invånare vid folkräkningen 2011. Av dessa bodde 75 755 invånare i Wadhwan.
Wadhwan var huvudstad i en vasallstat med samma namn under brittiskt styre.